# قطعنامه ۶۰ شورای امنیت
قطعنامهٔ ۶۰ شورای امنیت سازمان ملل متحد که در تاریخ ۲۹ اکتبر ۱۹۴۸ تصویب شد. در این قطعنامه تصمیم گرفته‌شد تا کمیته‌ای متشکل از بریتانیا، جمهوری چین، فرانسه، بلژیک و جمهوری سوسیالیست اوکراین نسبت به اصلاحات و تجدیدنظر در پیش‌نویس قطعنامهٔ دوم که در سند S / 1059 / Rev.2 ایجاد گردد و پیش‌نویس قطعنامه مجدد به شورا ارایه شود.
قطعنامه بدون رأی تصویب شد.